# Mehdi Tarfi
Mehdi Tarfi (Brussel, 5 juli 1993) is een Belgisch-Marokkaans voetballer die bij voorkeur als offensieve middenvelder speelt. Hij is de broer van Karim Tarfi.

## Carrière
Tarfi komt uit de jeugdacademie van RSC Anderlecht. Op 2 september 2013 besloot Anderlecht om Tarfi één seizoen uit te lenen aan SV Zulte Waregem. Hij debuteerde op 25 september 2013 in de bekerwedstrijd tegen VW Hamme. Hij startte in de basiself en werd na 67 minuten vervangen door Ibrahima Conté. Zulte Waregem won de wedstrijd met 1-2 en bekerde verder.
Tarfi deed tijdens zijn passage in het Regenboogstadion niet veel ervaring op: de jonge middenvelder moest op het middenveld opboksen tegen de concurrentie van onder andere Thorgan Hazard, waardoor het dat seizoen bij één competitiewedstrijd en drie bekerwedstrijden bleef. In het seizoen 2014/15 kwam hij geen seconde in actie in het eerste elftal van Anderlecht, waarop paars-wit hem in de zomer van 2015 naar Antwerp FC liet vertrekken. Ook op de Bosuil kende Tarfi geen geluk: door een scheur in de mediale band van zijn linkerknie speelde hij slechts twee wedstrijden voor Antwerp.
Na enkele maanden zonder club gezeten te hebben, tekende Tarfi op 13 oktober 2016 bij FCV Dender EH uit Eerste klasse amateurs. Bij Dender kon de middenvelder eindelijk een basisplaats veroveren. Na twee seizoenen in het Florent Beeckmanstadion trok hij naar reeksgenoot KMSK Deinze. In 2022 ging hij naar Lierse Kempenzonen.